# KS-23霰彈槍
KS-23（俄語：Карабин Специальный 23 мм，意為：「23毫米特種卡賓槍」，簡稱：КС-23）是一款由蘇聯中央精密工程研究所於1970年代研製的防暴用泵動式霰彈槍，為當今為止口徑和殺傷力最大的霰彈槍，發射23毫米口徑鹿彈。

## 設計及歷史
KS-23是在1970年代由中央精密機械工程研究院研製，原先的目的是為了向內務部提供一種有效的監獄防暴武器。由於該槍採用泵動式原理供彈，內置彈倉可裝彈3發（若算上膛室內的一發合共為4發），再加上所發射的彈藥和散彈的結構非常相似，都是使用銅彈底和紙殼，所以很多時都會被西方國家歸類為“散彈槍”。然而與一般散彈槍不同的是，KS-23採用了線膛槍管，其名稱KS-23的意思為“23毫米特種卡賓槍”，所以該槍在蘇聯境內的地位是卡賓槍，而非散彈槍。
KS-23的槍管是由製造缺陷的23毫米防空炮炮管縮小而成，這是因為蘇聯人認為這些報廢的炮管能夠承受在發射散彈及非致命彈藥時所產生的膛壓。自1980年代起，KS-23被發現裝備在一些蘇聯內政部的特種部隊當中。而在1990年代更推出了兩個改進型，這兩個改型分別為：KS-23M及KS-23K。
在蘇聯解體後，KS-23及其改型繼續地被俄羅斯和其他前蘇聯繼承國的執法機關內使用。

## 使用國
- 阿尔及利亚
- 亞美尼亞
- 白俄羅斯
- - 獄警
- - 朝鮮人民軍[1]
- 俄羅斯
  - 俄羅斯聯邦邊防軍
  - 俄羅斯聯邦國家近衛軍
  - 俄羅斯聯邦司法部（英语：Ministry of Justice (Russia)）
- 乌克兰
- - 海關
- 越南

### 前使用國
- 苏联
  - 蘇聯內務部
  - 執法機構

## 彈藥
KS-23可以發射多種彈藥，當中包括了殺傷用霰彈及橡膠彈、催淚彈以及閃光彈等低殺傷力彈藥。

## 衍生型

### KS-23
為最原始的型號，由內務部及中央機械研究院於1971年共同研製，該型號於1985年被蘇聯警察正式採用。全槍的長度為1,040毫米，槍管則長510毫米，其內置彈倉可裝彈3發，而用戶也可在膛室內預先多裝1發。它的有效射程約為150米。

### KS-23M
為KS-23的現代化版本，於1990年研製。經過1991年12月的測試後正式被俄羅斯警察和內務部採用。其特點是擁有聚合物握把、可拆卸的金属枪托以及更短的槍管。連槍托時全槍的長度為875毫米，沒有槍托時為650毫米，槍管為410毫米，有效射程約為100米。

### KS-23K
為重新設計的無托式版本，擁有較短的槍管而且亦縮短了槍身長度，另外更在槍身左邊添加了一個安全裝置。此改型配有7發可拆卸弹匣，改善了原槍彈藥不足及重新裝填速度慢的問題，並在1998年开始被俄羅斯聯邦内务部所採用。它的有效射程約為100米。

### TOZ-123
民用型，由圖拉兵工廠設計及生產，並有著跟傳統霰彈槍一樣的滑膛設計，更能裝上瞄準鏡。在美國總統克林頓執政期間，此槍被禁止進口到美國。

## 登場作品

### 電子遊戲
- 2010年—：命名為“KS-23”，僅於戰役模式登場，奇怪地以7發彈倉供彈並於1960年代出現，而且在射擊後會同時拋出多枚彈殼。由蘇聯軍隊、沃爾庫塔監獄警衛、沃爾庫塔監獄囚犯、古巴軍隊、哈瓦那警察、越南南方民族解放陣線以及中央情報局特別活動部所使用。
- 2017年—《逃离塔科夫》：命名为“KS-23M”
- 2022年—《叛亂：沙漠風暴》：命名為“KS-23”

## 外部連結
- 現代軍火: KS-23防暴霰彈槍/卡賓槍
- 槍炮世界—KS-23系列霰彈槍 （页面存档备份，存于）
- 世界槍炮：КС-23 （俄文）